# Панфилов, Алексей Павлович
Алексе́й Па́влович Панфи́лов (5 (17) мая 1898 года, Казань — 18 мая 1966 года, Москва) — советский военный деятель, генерал-лейтенант танковых войск (11 марта 1944 года). Герой Советского Союза (29 мая 1945 года).

## Начальная биография
Алексей Павлович Панфилов родился 5 (17) мая 1898 года в Казани в семье железнодорожного служащего.
В 1911 году окончил церковно-приходскую школу, а в 1916 году — высшее начальное горное училище, после чего работал на Казанской железной дороге.

## Военная служба

### Гражданская война
В апреле 1918 года призван в ряды РККА и назначен на должность агитатора и заведующего агитационным отделом Свияжского уездного военкомата, а в августе — на должность начальника общего отдела штаба 5-й армии. В том же году вступил в ряды РКП(б).
С января 1919 года служил на должностях делопроизводителя, казначея, заведующего хозяйственной частью и инструктора политического отдела 26-й стрелковой дивизии, а с мая 1920 года — на должностях помощника начальника и начальника хозяйственного отдела, начальника общей канцелярии политического управления 5-й армии.
Принимал участие в боевых действиях на Восточном фронте против войск под командованием А. В. Колчака.

### Межвоенное время
В феврале 1922 года назначен на должность военкома 30-го кавалерийского полка, в мае — на должность заместителя комиссара 3-й кавалерийской бригады в составе 5-й кавалерийской дивизии, в сентябре того же года — на должность помощника по политической части 27-го кавалерийского полка, в феврале 1923 года — на должность заведующего информационным отделом политотдела 4-й кавалерийской бригады, в июне — на должность помощника начальника учебно-мобилизационного отдела политуправления Сибирского военного округа, а с декабря того же года исполнял должность помощника начальника политуправления этого же военного округа.
С апреля 1924 года Панфилов состоял для особых поручений в Главном управлении РККА, затем Политическом управлении РККА. В 1926 году окончил политическое отделение Курсов усовершенствования высшего начальствующего состава при Военной академии имени М. В. Фрунзе.
В сентябре 1927 года назначен на должность начальника политического отдела и военкома 5-й кавалерийской бригады, а в ноябре 1928 года — на должность помощника прокурора окружной военного прокурора Ленинградского военного округа.
В сентябре 1931 года направлен на учёбу в Военно-техническую академию, однако уже в мае 1932 года был переведён на командный факультет Военной академии механизации и моторизации, после окончания которого в июле 1937 года назначен на должность военного комиссара научно-испытательного автобронетанкового полигона, а в апреле 1938 года — на должность помощника начальника Автобронетанкового управления РККА. В период с 29 июля по 11 августа того же года принимал участие в боевых действиях у озера Хасан, находясь на должности командира 2-й механизированной бригады в составе 39-го стрелкового корпуса (1-я Приморская армия, Дальневосточный Краснознамённый фронт).
22 июня 1940 года Панфилов назначен на должность заместителя начальника 5-го управления РККА, которое 26 июля того же года было преобразовано в Разведывательное управление Генерального штаба Красной Армии.

### Великая Отечественная война
С 6 июля по 15 сентября 1941 года исполнял должность начальника Разведывательного управления Генштаба, а в октябре того же года утверждён в этой должности, одновременно являлся уполномоченным по формированию польской армии Андерса.
В начале 1942 года И. В. Сталин получил от А. П. Панфилова специальное сообщение «О продолжающейся подготовке немецко-фашистских войск к химическому нападению», по теме которого начался активный обмен мнениями Сталина с главой британского правительства У. Черчиллем. Черчилль выступал по радио и предупреждал официальный Берлин о последствиях газовых атак и незамедлительного британского ответа на развязывание нацистским режимом химической войны против СССР. Части CC в Варшаве получили приказ приступить к противогазовой подготовке, также отмечены случаи выдачи войскам противогазов образца 1941 года.
В августе 1942 года Панфилов назначен на должность заместителя командующего 3-й танковой армии, которая принимала участие в ходе контрудара под Козельском. В январе 1943 года назначен на должность заместителя командующего 5-й танковой армии, участвовавшей в ходе Ворошиловградской операции, в марте — на должность 2-го заместителя начальника Главного управления формирования и боевой подготовки бронетанковых и механизированных войск РККА, а в октябре того же года — на должность командира 6-го гвардейского танкового корпуса, который вёл боевые действия в ходе Киевской наступательной и оборонительной и Житомирско-Бердичевской наступательных операций.
В августе 1944 года назначен на должность командира 3-го гвардейского танкового корпуса, который вскоре принимал участие в боевых действиях в ходе Восточно-Померанской и Берлинской наступательных операций.
За годы Великой Отечественной войны А. П. Панфилов 18 раз персонально упоминался в приказах Верховного Главнокомандующего И. В. Сталина.
Указом Президиума Верховного Совета СССР от 29 мая 1945 года за умелое управление войсками корпуса и проявленные при этом мужество и героизм гвардии генерал-лейтенанту танковых войск Алексею Павловичу Панфилову присвоено звание Героя Советского Союза с вручением ордена Ленина и медали «Золотая Звезда» (№ 8003).

### Послевоенная карьера
После войны находился на прежней должности командира 3-го гвардейского танкового корпуса, который в июне 1945 года был преобразован в 3-ю гвардейскую танковую дивизию.
С августа 1946 года состоял в распоряжении Командующего бронетанковыми и механизированными войсками ВС СССР. 30 ноября того же года направлен в Военную академию бронетанковых и механизированных войск, где был назначен на должность начальника 2-го инженерно-тактического факультета, а 16 мая 1951 года — на должность начальника факультета по подготовке офицеров иностранных армий этой же академии.
В марте 1952 года Панфилов назначен на должность командующего бронетанковыми и механизированными войсками Северного военного округа.
В декабре 1953 года направлен на учёбу на Высшие академические курсы при Высшей военной академии имени К. Е. Ворошилова, после окончания которых в январе 1955 года оставлен при академии для преподавательской работы и назначен на должность старшего преподавателя кафедры бронетанковых и механизированных войск, в сентябре 1956 года — на должность заместителя начальника кафедры тактики высших соединений, а в феврале 1959 года — на должность старшего преподавателя кафедры тактики высших соединений.
Генерал-лейтенант Алексей Павлович Панфилов в ноябре 1959 года вышел в запас. Умер 18 мая 1966 года в Москве. Похоронен на Новодевичьем кладбище.

## Награды
СССР:
- Медаль «Золотая Звезда» (№ 8003, 29.05.1945);
- Два ордена Ленина (21.02.1945, 29.05.1945);
- Пять орденов Красного Знамени (25.10.1938, 22.02.1940, 14.02.1943, 03.11.1944, 24.06.1948);
- ордена Суворова 1-й (10.04.1945) и 2-й (10.01.1944) степеней;
- Медали.

Иностранные награды:
- орден Воинской доблести (ПНР);
- Дукельская памятная медаль (ЧССР);
- Чехословацкий Военный крест 1939—1945 годов (ЧССР).

## Воинские звания
- Комбриг (2 апреля 1940 года);
- Генерал-майор танковых войск (4 июня 1940 года[2]);
- Генерал-лейтенант танковых войск (11 марта 1944 года).